# ساندرا ادیر
ساندرا ادیر (انگلیسی: Sandra Adair؛ زادهٔ ۱۹۵۲) یک تدوین‌گر اهل ایالات متحده آمریکا است.

## فیلم‌شناسی
- ۱۹۹۸: The Telephone
- ۱۹۹۳: مات و مبهوت
- ۱۹۹۴: The Return of the Texas Chainsaw Massacre
- ۱۹۹۵: پیش از طلوع
- ۱۹۹۶: SubUrbia
- ۱۹۹۸: The Newton Boys
- ۲۰۰۱: زندگی بیداری
- ۲۰۰۱: نوار
- ۲۰۰۳: Rolling Kansas
- ۲۰۰۳: مدرسه راک
- ۲۰۰۴: پیش از غروب
- ۲۰۰۵: خرس‌های بدخبر
- ۲۰۰۶: ملت غذای آماده
- ۲۰۰۶: یک پوینده تاریک
- ۲۰۰۷: Elvis and Anabelle
- ۲۰۰۸: من و اورسن ولز
- ۲۰۱۰: Everything Must Go
- ۲۰۱۱: برنی
- ۲۰۱۳: پیش از نیمه‌شب
- ۲۰۱۴: پسرانگی
- ۲۰۱۶: هر کی یک چیزی می‌خواد